# 水鼩鼱
水鼩鼱（学名：Neomys fodiens）为鼩鼱科水鼩鼱属的动物，營水陸兩棲的物種。體長76至82毫米。尾下、足下及趾緣有長毛為其明顯特徵。軀體背腹面毛色迥然有別，頭部及背面呈棕灰和，腹部均為灰白和。以水生昆蟲為食，偶爾也食兩棲類和小魚。廣泛分佈於亞洲及歐洲北部。在中国大陆，分布于新疆塔城、吉林等地，常见于河湖附近。该物种的模式产地在德国柏林。

## 形態特徵
吻尖。耳和眼均小，隱於毛中。尾短，約為體長的2/3，尾下有發達的櫛狀毛。頭及體背棕灰色，腹部灰白色，微染土黃色。足及趾緣有長毛形成的梳狀櫛毛。頭骨眶前孔較大。頷骨顴突甚發達。

## 棲息環境
常棲於林區的河邊草叢中。

## 生活習性
是一種哺乳動物，體形偏小。它們大部分時間在河流、小溪和池塘之間遷徙，從不在一個地方長時間停留。它們在池塘裏潛水，捕捉蠑螈和蝌蚪為食。以水生昆蟲為食，偶爾也食兩棲類和小魚。

## 生長繁殖
5月至6月間繁殖，每窩6至10隻。一般秋天活動較為頻繁，會冬眠。偶爾會伴有「吱吱」鳴叫聲，有點像老鼠叫，但比老鼠叫的要小聲。

## 分佈範圍
廣泛分佈於亞洲及歐洲北部。中國僅見於吉林省敦化，黑龍江省朗鄉，貴州省威寧縣，貴州省貴陽市；尚見於蒙古、朝鮮和俄羅斯及歐洲許多國家。

## 種羣現狀
水鼩鼱自1955年首次在吉林省發現，晚近又在黑龍江省發現。表明水鼩鼱在中國是一稀少物種。迄今所知，採得標本極少，尚無有關種羣動態的確切信息。

## 保護級別
水鼩鼱列入中國有關動物保護名錄。已知吉林省敦化市有2個自然保護區，即雁鳴湖和六頂山自然保護區，可能得到一定保護。
國際上將此種列為「低危/需予關注」（Stone, 1995）。鑑於本種在中國之稀有，不同於一般標準的瀕危狀況，在中國瀕危動物紅皮書中仍作「稀有」級。

## 亚种
- 水鼩鼱东北亚种（学名：Neomys fodiens orientis），Thomas于1914年命名。在中国大陆，分布于吉林等地。该物种的模式产地在俄国中亚地区。[2]